# Only Up!
Only Up! es un videojuego indie de plataformas y parkour de 2023 creado por SCKR Games. El juego fue lanzado el 24 de mayo de 2023 a Steam creciendo rápidamente llegando el 14 de junio a los más de 109.000 espectadores en la plataforma de Twitch. Fue eliminado de la plataforma Steam el 7 de septiembre de 2023.

## Jugabilidad
Es un videojuego basado en el famoso cuento de Jack y las habichuelas mágicas, trata sobre un niño del montón llamado Jackie que está cansado de vivir en la pobreza y embarca una aventura de aprendizaje “sobre el mundo”, literalmente, ya que como dice el título (Only Up!) lo que debemos hacer para completar el juego, es ascender por una gran serie de obstáculos con diferentes temáticas como: pizza, tuberías, escaleras, etc, pero un paso en falso puede llevarte desde la cima, hasta el comienzo del juego, ya que la dificultad de este juego, trata sobre que no hay puntos de guardado, creando todo tipo de reacciones en youtubers y streamers pillándose enojos enormes por sufrir caídas que han arruinado por completo su progreso en el juego.

## Popularidad
El 14 de junio de 2023 por la noche, Only Up alcanzó un nuevo récord con más de 109,000 espectadores en Twitch, incluidos dos populares streamers, Agent00 y Mizkif, con alrededor de 20,000 espectadores cada uno. El 16 de junio de 2023, Only Up tuvo casi 97,000 espectadores en total, nuevamente situándose como uno de los 10 juegos más vistos en la plataforma.

## Goblintown
Los fanes de Web3 se han percatado de una gran cantidad de íconos y logotipos de Goblintown que aparecen en todo el mundo del juego. Hay una cara de Goblintown en la parte posterior del atuendo del jugador y un logotipo del proyecto en su camiseta.
Goblintown, es un proyecto de imagen de perfil de Ethereum, se lanzó como una moneda gratuita en 2022 cuando el mercado de NFT comenzó a perder terreno.
El proyecto, que provocó risas en Twitter Spaces, condujo a una tendencia a corto plazo de proyectos de NFT a medida que los productores y coleccionistas enfrentaban la caída de los precios y un entorno amenazante.
Después de que salió a bolsa, Goblintown recaudó más de $101 millones en su segunda ronda de negociación, según CryptoSlam. No se sabe si True Labs, el desarrollador de Goblintown ha colaborado con SCKR Games para incorporar el arte del proyecto al juego. Debido a que Goblintown se publica bajo una licencia Creative Commons abierta, cualquiera puede usar las imágenes como quiera con fines comerciales, incluso aquellos sin NFT.